# Leopold IV av Österrike
Leopold IV av Österrike, född 1108, död 1141, var regerande markgreve av Österrike från 1136 till 1141 och en regerande hertig av Bayern från 1139 till 1141. 